# Mirza Masood
Mirza Nasir-ud-din Masood, més conegut com a Mirza Masood   (Delhi, 23 de novembre de 1908 - Delhi, 21 de setembre de 1991), fou un jugador d'hoquei sobre herba indi que va competir durant la dècada de 1930.
El 1936 va prendre part en els Jocs Olímpics d'Estiu de Berlín, on guanyà la medalla d'or en la competició d'hoquei sobre herba.
El 1948 fou nomenat secretari del ministre d'Educació de l'Índia, Abul Kalam Azad. El 1952 fou nomenat cap de missió de la UNESCO a Indonèsia, càrrec que va ocupar fins al 1957. Després de la mort d'Azad el 1958, Jawaharlal Nehru el va nomenar assessor d'educació física, cònsol general a Masqat i Oman, els Emirats Àrabs Units i Bahrain, i ambaixador a l'Aràbia Saudita. Quan va tornar a l'Índia, el 1964, va ser nomenat secretari de la Consell Central de Waqf per Lal Bahadur Shastri.